# She Wants Revenge
She Wants Revenge ist eine US-amerikanische Band. Zurzeit sind sie bei Perfect Kiss, einem Teil des von Limp-Bizkit-Frontmann Fred Durst betriebenen Flawless-Records-Labels, unter Vertrag.

## Bandgeschichte
She Wants Revenge wurde 2005 gegründet. Ihren Durchbruch hatte die Gruppe, als die Single „Out of Control“ von mehreren Radiosendern ins Programm genommen wurde. Mit der Nachfolgesingle „These Things“ gelang ihnen ein großer Erfolg bei Yahoo! Music und sie kamen dort in die engere Auswahl bei der Wahl zum „Artist of the Month“. Der endgültige Durchbruch gelang mit dem von Joaquin Phoenix gedrehten Video zu „Tear You Apart“. Weitere Bekanntheit erlangte der Song durch die Verwendung im Film Number 23 und in der ersten Episode der fünften Staffel von American Horror Story.
Das gleichnamige Debütalbum wurde von Michael Patterson produziert, der auch schon mit Beck, The Notorious B.I.G. und Black Rebel Motorcycle Club zusammengearbeitet hatte. Das Album erreichte Platz 38 der Billboard 200-Charts.
2006 trat She Wants Revenge auf dem Coachella Valley Music and Arts Festival und dem Lollapalooza auf. Anschließend waren sie als Vorgruppe mit Depeche Mode und Placebo auf Tour.

## Diskografie

### Alben
- 2006: She Wants Revenge (US: Gold)[1]
- 2007: This Is Forever
- 2011: Valleyheart

### EPs
- 2005: These Things
- 2008: Save Your Soul
- 2009: Up and Down

### Singles
- 2006: Tear You Apart (US: Platin)
- 2006: These Things
- 2006: Out of Control
- 2011: Must Be The One / Take The World